# دغومس
قرية دغومس (بالإنجليزية: Dghoumes)‏  هي إحدى عمادات ولاية توزر وتتبع إداريا معتمدية دقاش.
يرجع إسم قرية دغومس إلى إسم الجبل المحاذي لها (جبل دغومس).
توجد الحديقة الوطنية بدغومس في المنطقة الشمالية الشرقية لولاية توزر، بالمنطقة الحدودية الشمالية لشط الجريد. وتمثل قرية دغومس، التي تتواجد على مسافة 11 كم، أقرب تجمع سكني للحديقة. و يعود إسم الحديقة كذلك إلى جبل دغومس.